# CopyCamp

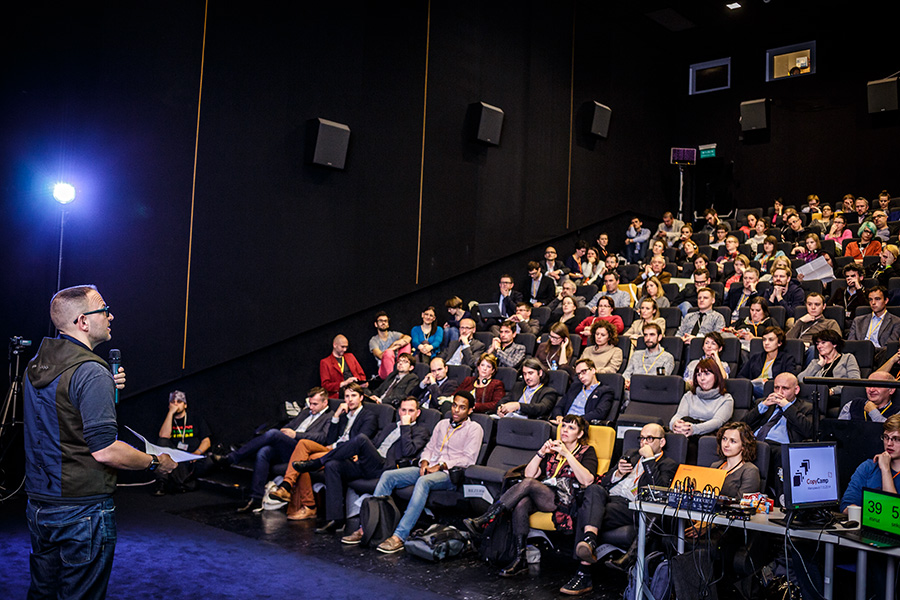
Prezentacja Cory'ego Doctorowa na konferencji CopyCamp 2014

CopyCamp – międzynarodowa konferencja poświęcona społecznym i ekonomicznym aspektom prawa autorskiego organizowana w Warszawie, raz w roku, przez Fundację Nowoczesna Polska. Uczestnicy pochodzący z różnych środowisk, artyści, naukowcy, politycy, przedstawiciele interesów twórców oraz reprezentanci interesu społecznego omawiają wpływ prawa autorskiego na zmiany społeczne zachodzące na świecie.

## Partnerzy i współpraca organizacyjna
Partnerami strategicznymi konferencji są Trust for Civil Society in Central and Eastern Europe, Google, Samsung oraz Stowarzyszenie Autorów ZAiKS. Wśród partnerów wspierających trzy pierwsze edycje konferencji znaleźli się m.in. Koalicja Otwartej Edukacji, Fundacja Bankowa im. Leopolda Kronenberga, koalicja Copyright for Creativity i Narodowy Instytut Audiowizualny. Konferencja jest corocznie obejmowana patronatem honorowym Ministerstwa Administracji i Cyfryzacji. Merytorycznie wydarzenie wspiera także m.in. ICM. Trzecia edycja konferencji CopyCamp została dofinansowana ze środków Międzynarodowego Funduszu Wyszehradzkiego.

## Edycje

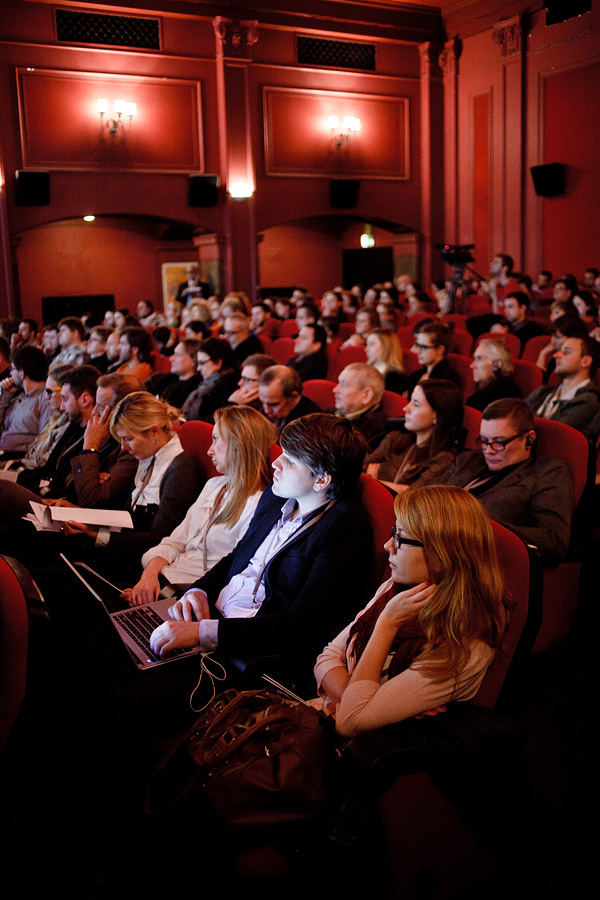
CopyCamp 2013

Prelegentami pierwszej edycji CopyCamp, zorganizowanej w 2012 w kinie Kultura, byli m.in. Nina Paley, Jan Błeszyński, Lidia Geringer de Oedenberg, Michał Kwiatkowski, Jarosław Lipszyc, Alek Tarkowski, Elżbieta Traple, Hieronim Wrona i Paweł Zalewski.
W roku 2013 konferencja odbyła się 1 października w kinie Muranów, gościem specjalnym był Eben Moglen, wystąpili też (oprócz niektórych wcześniej wymienionych) m.in. Edwin Bendyk, Barbara Fatyga i Wojciech Orliński.
W roku 2014 CopyCamp zorganizowano w dniach 6–7 listopada w kinie Praha, gośćmi specjalnymi byli Cory Doctorow i Birgitta Jónsdóttir, prelekcje wygłosili także m.in. Michał Boni, Novika, Piotr Waglowski i Michał Wiśniewski. W ramach tej edycji wyodrębniono tzw. ścieżkę wyszehradzką, gdzie wystąpili goście z Czech, Słowacji i Węgier.
W roku 2015 konferencja odbyła się w Kinotece w dniu 4 listopada. Gościem specjalnym miał być Lev Manovich, który jednak nie przyjechał.